# Ernest August (książę Cumberland)
Ernest August (II) (ur. 21 września 1845 w Hanowerze, zm. 14 listopada 1923 w Gmunden, Austria) – następca tronu Hanoweru, trzeci książę Cumberland i Teviotdale, hrabia Armagh.

## Życiorys
Ernest August Wilhelm Adolf Jerzy Fryderyk urodził się 21 września 1845 roku w Hanowerze. Był synem ostatniego króla Hanoweru Jerzego V i królowej Marii. Miał dwie młodsze siostry. Jego dziadkiem był król Ernest August I. Po aneksji królestwa Hanoweru w 1866 roku i detronizacji ojca w tym samym roku wydał się na wygnanie do Austrii.  
Cesarz Franciszek Józef I otoczył opieką hanowerską rodzinę królewską i włączył młodego Ernesta Augusta do czynnej służby. Ekskról Jerzy wraz z rodziną osiadał w Salzkammergut, na pograniczu austriackich landów Górna Austria, Salzburg i Styria. Należały także do niego tereny w Grünau im Almtal, w gminie Salzkammergut, w regionie Górnej Austrii.
W Gmunden 15 czerwca 1882 roku rozpoczęła się budowa Zamku Cumberland w stylu neogotyckim, charakterystycznym dla epoki dynastii Tudorów. Zamek zbudowano według projektu pochodzącego z Hanoweru architekta Ferdynanda Schorbacha. Zamek został wykupiony na własność 15 września 1886. Stał się on rezydencją księcia Ernesta Augusta i jego rodziny. Tam mieszkał i tam też zmarł w 1923 roku.

## Sprawa sukcesji
12 czerwca 1878 roku w Paryżu zmarł Jerzy V. Królowa Wiktoria pośmiertnie odznaczyła Jerzego Orderem Podwiązki. Ernest August odziedziczył po ojcu tytuły księcia Cumberland i Teviotdale. Był też nominalnym kandydatem do tronu Królestwa Hanoweru. Ernest August nie wykorzystał śmierci ojca do załagodzenia konfliktu z Prusami. Jeszcze bardziej go zaostrzył. Nieprzejednana postawa Ernesta Augusta zamknęła mu drogę do objęcia wielu intratnych stanowisk i funkcji. Był on osobą niepożądaną na terenie Królestwa Prus, a następnie Cesarstwa Niemieckiego.
W 1884 roku zmarł Wilhelm, książę Brunszwiku-Lüneburga, daleki kuzyn następcy tronu. Ernest August zgłosił swoje pretensje do księstwa, ale że nadal nie chciał uznać aneksji Hanoweru przez Prusy, Bismarck nie zgodził się na oddanie mu tronu brunszwickiego. 2 listopada 1885 stany księstwa Brunszwiku-Lüneburga wybrały księcia Prus Albrechta Hohenzollerna regentem tego niemieckiego państwa związkowego.

## Małżeństwo i rodzina
Dnia 22 grudnia 1878 ożenił się w Kopenhadze z księżniczką Thyrą, córką Christiana IX (1818–1906) i królowej Luizy z Hesji-Kassel (1817–1898). Księżniczka Thyra była siostrą króla Danii, Fryderyka VIII, królowej Wielkiej Brytanii, Aleksandry, króla Grecji, Jerzego I i cesarzowej Rosji, Dagmary znanej jako Maria Fiodorowna. Para miała sześcioro dzieci: 
- Maria Luiza (ur. 11 października 1879, zm. 31 stycznia 1948);
- Jerzy Wilhelm (ur. 28 października 1880, zm. 20 maja 1912) – zginął w wypadku samochodowym,
- Aleksandra (ur. 29 września 1882, zm. 30 sierpnia 1963),
- Olga (ur. 11 lipca 1884, zm. 21 września 1958),
- Chrystian (ur. 4 lipca 1885, zm. 3 września 1901),
- Ernest August (ur. 17 listopada 1887, zm. 30 stycznia 1953) – następca księcia Ernesta Augusta, mąż księżniczki Wiktorii Luizy, córki cesarza Wilhelma II Hohenzollerna i jego żony cesarzowej Augusty Wiktorii.

## Syn i następca
Rok przed wybuchem I wojny światowej doszło do ocieplenia relacji z domem Hohenzollernów. Okazją do pojednania stał się ślub syna, również Ernesta Augusta z księżniczką Wiktorią Luizą, 24 maja 1913 roku. Ślub Ernesta Augusta III i Wiktorii Luizy był jednocześnie ostatnim wielkim zjazdem głów koronowanych Europy, w większości spokrewnionych ze sobą, potomków królowej Wiktorii i króla Danii Chrystiana IX.
Ernest August 27 października 1913 roku zrzekł się na rzecz syna pretensji do tronu księstwa Brunszwiku-Lüneburga. Następnego dnia przestał być także (choć formalnie) członkiem Bundesrat, parlamentu, gdyż tylko panujący książę Brunszwiku-Lüneburga mógł wedle prawa piastować taką funkcję. Syn Ernesta Augusta został z dniem 1 listopada 1913 roku kolejnym księciem Brunszwiku-Lüneburga. Sam Ernest August na osłodę został udekorowany przez cesarza Wilhelma II Orderem Orła Czarnego, a przez władcę Austro-Węgier Franciszka Józefa I Krzyżem Wielkim Orderu Świętego Stefana w 1914.